# Na Hjeszok
Na Hjeszok (hangul: 나혜석; handzsa: 羅蕙錫, Szuvon, Kjonggi, 1896. április 18.  – Szöul, 1948. december 10.) koreai festőművész, függetlenség aktivista, író, költő, szobrász, feminista, liberális aktivista. Beceneve Csongvol (정월;晶月) volt. Az első koreai nő, aki nyugati festőművészetet tanult.